# Théorème de Blichfeldt
En mathématiques, le théorème de Blichfeldt est le théorème suivant, démontré en 1914 par Hans Blichfeldt (de), :

Soit un entier {\displaystyle k>0}. Dans toute région de ℝn de volume strictement supérieur à {\displaystyle k}, et dans tout compact de volume {\displaystyle k}, il existe {\displaystyle k+1} points distincts dont les différences sont à coordonnées entières.

Ou, ce qui est équivalent :

Soit {\displaystyle \Lambda } un réseau de ℝn de covolume {\displaystyle V}. Dans toute région de ℝn de volume strictement supérieur à {\displaystyle kV}, et dans tout compact de volume {\displaystyle kV}, il existe {\displaystyle k+1} points distincts dont les différences appartiennent à {\displaystyle \Lambda }.

Une grande partie de la géométrie des nombres en résulte, à commencer par le théorème de Minkowski, que le cas {\displaystyle k=1} suffit à redémontrer très rapidement.

## Démonstrations
Considérons d'abord une « région » {\displaystyle M} de ℝn (à prendre ici au sens : partie Lebesgue-mesurable), de « volume » (au sens de la mesure de Lebesgue) {\displaystyle \lambda _{n}(M)>k}.
Les deux premières des trois démonstrations ci-dessous s'appuient sur le lemme suivant (qui, pour {\displaystyle k=1}, est immédiat) :

Principe des tiroirs pour les mesures. — Soient {\displaystyle (X,{\mathcal {A}},\mu )} un espace mesuré et {\displaystyle (N_{\alpha })} une famille au plus dénombrable de parties mesurables de {\displaystyle X}.

Si {\displaystyle \sum _{\alpha }\mu (N_{\alpha })>k\,\mu (\cup _{\alpha }N_{\alpha })} alors il existe un point de {\displaystyle X} appartenant à au moins {\displaystyle k+1} de ces parties.
La preuve en est simple : en notant {\displaystyle \mathbb {1} _{N}} l'indicatrice de toute partie {\displaystyle N} de {\displaystyle X}, on a {\displaystyle \int _{\cup _{\beta }N_{\beta }}\sum _{\alpha }\mathbb {1} _{N_{\alpha }}\ \mathrm {d} \mu >\int _{\cup _{\beta }N_{\beta }}k\ \mathrm {d} \mu } donc la fonction {\displaystyle \sum _{\alpha }\mathbb {1} _{N_{\alpha }}} est strictement supérieure à {\displaystyle k} en au moins un point.
- Les translatés du domaine fondamental {\displaystyle D:=\left[0,1\right[^{n}} par les vecteurs à coordonnées entières forment une partition de ℝn, donc leurs intersections avec {\displaystyle M} forment une partition de {\displaystyle M}. Or la mesure de Lebesgue est invariante par translation. Par conséquent :{\displaystyle \sum _{\alpha \in \mathbb {Z} ^{n}}\lambda _{n}(D\cap (M-\alpha ))=\sum _{\alpha \in \mathbb {Z} ^{n}}\lambda _{n}((D+\alpha )\cap M)=\lambda _{n}(M)>k=k\,\lambda _{n}(D)\geq k\,\lambda _{n}(\cup _{\alpha \in \mathbb {Z} ^{n}}(D\cap (M-\alpha ))}.D'après le principe des tiroirs, il existe donc au moins un point {\displaystyle z\in D} et {\displaystyle k+1} vecteurs distincts {\displaystyle \alpha _{0},\dots ,\alpha _{k}\in \mathbb {Z} ^{n}} tels que {\displaystyle z\in M-\alpha _{i}}. Les {\displaystyle k+1} points {\displaystyle m_{i}:=z+\alpha _{i}\in M} sont alors distincts, et leurs différences {\displaystyle m_{i}-m_{j}=\alpha _{i}-\alpha _{j}} sont bien à coordonnées entières, ce qui termine la première démonstration[3].

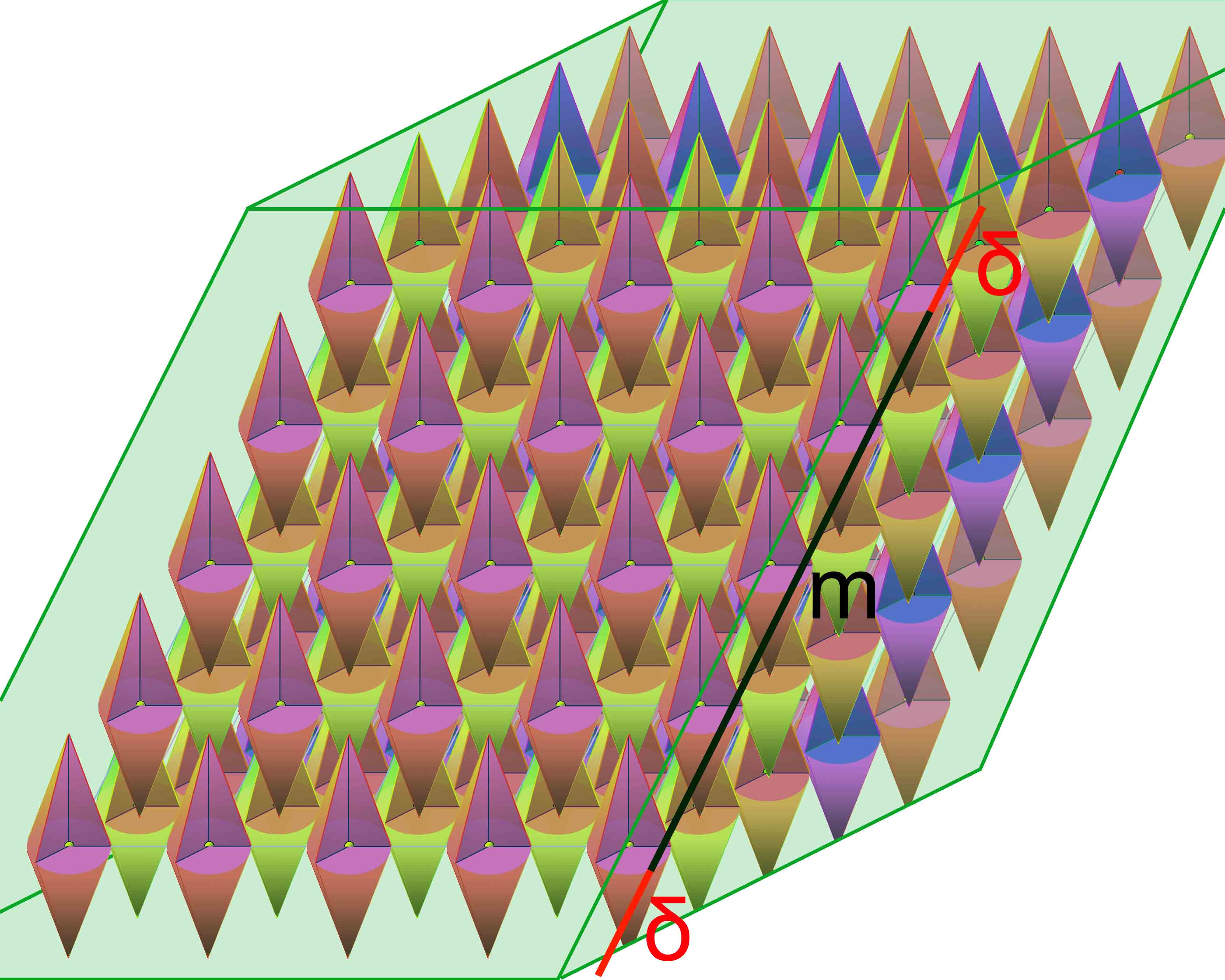
Le principe de la deuxième démonstration consiste à placer des translatés de M en chaque point entier d'un pavé, et à comparer le volume de leur réunion et la somme de leurs volumes.

- Supposons, sans perte de généralité, que {\displaystyle M} est borné. On considère un entier m > 0, et à chaque vecteur α à coordonnées entières comprises entre 0 et m, on associe le translaté M + α. Pour δ tel que M soit inclus dans [–δ, δ]n, tous ces translatés sont inclus dans le pavé [–δ, m + δ]n, comme illustré sur la figure. Pour m assez grand, on a (m + 1)nλn(M) > k(m + 2δ)n, c'est-à-dire :{\displaystyle \sum _{\alpha \in \{0,\dots ,m\}^{n}}\lambda _{n}(M+\alpha )>k\,\lambda _{n}(\left[-\delta ,m+\delta \right]^{n})\geq k\,\lambda _{n}\left(\cup _{\alpha \in \{0,\dots ,m\}^{n}}(M+\alpha )\right)}.On conclut, comme dans la première démonstration, grâce au principe des tiroirs[7].
- Cette troisième démonstration ne s'applique que si {\displaystyle M} est cubable. Pour tout entier {\displaystyle r>0}, notons {\displaystyle N_{r}} le nombre de points de {\displaystyle {\frac {1}{r}}\mathbb {Z} ^{n}} appartenant à {\displaystyle M}. Ce nombre est équivalent à {\displaystyle r^{n}\lambda _{n}(M)} quand {\displaystyle r\to \infty }, donc est strictement supérieur à {\displaystyle r^{n}k} pour {\displaystyle r} suffisamment grand. Or modulo {\displaystyle \mathbb {Z} ^{n}}, les éléments de {\displaystyle {\frac {1}{r}}\mathbb {Z} ^{n}} ne forment que {\displaystyle r^{n}} classes. L'une d'entre elles contient donc au moins {\displaystyle k+1} des {\displaystyle N_{r}} points considérés, c'est-à-dire qu'il existe {\displaystyle z\in {\frac {1}{r}}\mathbb {Z} ^{n}} tel que {\displaystyle z+\mathbb {Z} ^{n}} contienne {\displaystyle k+1} points distincts {\displaystyle m_{0}=z+\alpha _{0},\dots ,m_{k}=z+\alpha _{k}} de {\displaystyle M}. Les différences {\displaystyle m_{i}-m_{j}=\alpha _{i}-\alpha _{j}} sont bien à coordonnées entières, ce qui termine cette troisième démonstration[8].

Considérons maintenant un compact {\displaystyle M} de volume {\displaystyle k}. D'après ce qui précède, pour tout entier {\displaystyle t>0}, il existe un {\displaystyle (k+1)}-uplet {\displaystyle m_{t}=\left(1+{\frac {1}{t}}\right)p_{t}\in \left(1+{\frac {1}{t}}\right)M^{k+1}} tel que pour {\displaystyle i\neq j}, {\displaystyle m_{t,i}-m_{t,j}\in \mathbb {Z} ^{n}\setminus \{0\}}. La suite {\displaystyle (p_{t})_{t\in \mathbb {N} ^{*}}} (à valeurs dans le compact produit {\displaystyle M^{k+1}}) possède une valeur d'adhérence {\displaystyle p\in M^{k+1}}, qui est alors aussi valeur d'adhérence de {\displaystyle (m_{t})_{t\in \mathbb {N} ^{*}}}. Pour {\displaystyle i\neq j}, {\displaystyle p_{i}-p_{j}} appartient donc au fermé {\displaystyle \mathbb {Z} ^{n}\setminus \{0\}}.